# Keltische Südostwanderungen
Die Keltischen Südostwanderungen waren eine im 4. Jahrhundert v. Chr. einsetzende großräumige Wanderung keltischer Stämme während der La-Tène-Zeit Richtung Südosten auf die Balkanhalbinsel. Obwohl keltische Siedlungen in der westlichen Hälfte der Pannonischen Tiefebene konzentriert waren, gab es doch nennenswerte Einfälle und Siedlungen auf dem Balkan selbst.
Von ihren neuen Niederlassungen in Illyrien und Pannonien aus erreichte die Wanderung im frühen 3. Jahrhundert v. Chr. mit dem Einfall in Makedonien, Thrakien und Griechenland ihren Höhepunkt. Der Invasion des hellenistischen Griechenlands im Jahre 279 v. Chr. ging eine Reihe von Feldzügen voraus. Sie richteten sich gegen den südlichen Balkan und das makedonische Königreich und waren begünstigt durch die Kämpfe um die Nachfolge Alexanders des Großen in der Zeit der Diadochen. Ein Teil der Stämme, von den Griechen Galater genannt, setzte auch nach Kleinasien über und wurde schließlich in dem Gebiet sesshaft, das als Galatien nach ihnen benannt wurde.

## Besiedlung Südosteuropas
Ab dem 4. Jahrhundert v. Chr. drängten die Kelten in die Karpatenregion und das Donaubecken, sowie zeitgleich nach Italien, wo sie unter Brennus bis nach Rom vordrangen. Die Boier und Volcae, zwei große keltische Völker, unterstützten sich auf ihren Feldzügen. Es gab zwei Routen in den Südosten: eine folgte der Donau, die andere östlich der Adria. Der Legende nach zogen 300.000 Kelten nach Italien und Illyrien. Im 3. Jahrhundert waren die Einwohner Pannoniens fast gänzlich unter dem Einfluss der keltischen Kultur. Funde aus der La-Tène-Kultur sind häufig in Pannonien zu finden, westlich der Theiß und südlich der Save sind sie dagegen selten. Diese Funde werden als Produkte einer lokalen, „norisch-pannonischen“ Variante der keltischen Kultur angesehen. Daran wurden allerdings Merkmale gefunden, die auf einen anhaltenden Kontakt zu entfernten Regionen wie der Iberischen Halbinsel schließen lassen. Die fruchtbaren Landschaften entlang der pannonischen Flüsse verschafften den keltischen Stämmen gute Lebensbedingungen. Sie entwickelten ihre Landwirtschaft und Töpferei und beuteten die ertragreichen Minen des heutigen Sloweniens aus. Demzufolge haben sich die Kelten in dem Gebiet zwischen Wien und der Theiß eine neue Heimat in Südosteuropa geschaffen.

## Frühe Expeditionen
Die politische Situation auf dem nördlichen Balkan war in einem ständigen Wandel. Ständig dominierte ein Stamm seine Nachbarn. So lange das eigene Territorium begrenzt war, konnte ein Stamm andere unterlegene Stämme in einem weiten Gebiet kontrollieren und organisieren. Militärische Expeditionen wurden vom kriegerischen Teil des Stammes durchgeführt, eine „unternehmungslustige und mobile Kriegerklasse, die von Zeit zu Zeit in der Lage war, große Gebiete zu erobern und deren Bevölkerung auszubeuten“. Die politische Situation auf dem Balkan im 4. Jahrhundert war für die keltischen Stämme von Vorteil. Die Illyrer hatten einen Krieg gegen die Makedonen geführt und infolgedessen ihre eigene Westgrenze geschwächt. Als noch Alexander der Große Makedonien regierte, wagten es die Kelten nicht, nach Süden Richtung Makedonien vorzustoßen. Daher richteten sich die frühen keltischen Feldzüge gegen die illyrischen Stämme.
Es ist wenig über die Geschehnisse im illyrischen Hinterland bekannt, gesichert ist jedoch, dass der erste von den Kelten besiegte Stamm die Autariaten waren, die zuvor über einen Großteil des Zentralbalkans mit Schwerpunkt im Moravatal geherrscht hatten. Die Bedeutung der gerissenen keltischen Taktiken offenbaren die Angriffe auf den Stamm der Ardianer (siehe auch Liste der illyrischen Stämme).
335 v. Chr. sandten keltische Stämme Vertreter zu Alexander dem Großen, um ihm die Ehre zu erweisen, solange sich Makedonien im Krieg gegen die Thrakerstämme an seiner Nordgrenze befand (Balkanfeldzug Alexanders des Großen). Möglicherweise sollte dieser „diplomatische“ Akt lediglich die militärische Stärke Makedoniens austesten, da das einzige Ziel der Kelten die griechischen Reichtümer waren. Nach dem Tod Alexanders des Großen 323 v. Chr. begannen keltische Stämme, die südlichen Regionen zu bezwingen und Makedonien und Griechenland zu bedrohen. 319 v. Chr. drang der keltische Heerführer Molistomos tief in illyrisches Territorium ein und unterwarf dabei die Dardaner, Pänonier und Triballen. Der neue makedonische König Kassander fühlte sich verpflichtet, seine alten illyrischen Feinde zu schützen. Im Jahre 298 v. Chr. brachte Kassander den Kelten in der Nähe des Balkangebirges eine schwere Niederlage bei, als sie tief in Thrakien und Makedonien einzudringen versuchten. Jedoch marschierte noch ein anderer keltischer Heerkörper unter Feldherrn Cambaules gegen Thrakien und konnte viel Land gewinnen.

## Die Invasion Griechenlands

### Die „große Expedition“ 279 v. Chr.

Die Marschrouten der keltischen Stämme

Ab dem Jahr 281 v. Chr. konzentrierte sich der militärische Druck der keltischen Stämme auf Griechenland. Der Zusammenbruch von Lysimachos’ Nachfolgerkönigreich in Thrakien machte den Weg für weitere Wanderungen frei. Als Grund für die Wanderung nennt Pausanias die Gier nach Beute, Justinus die Überbevölkerung und Memnon eine Hungersnot. Laut Pausanias wurde ein anfänglicher Überraschungsangriff wieder abgeblasen, als man die zahlenmäßige Überlegenheit des Gegners erkannte.
Im Jahre 280 v. Chr. marschierte eine Armee von etwa 85.000 Kriegern in drei Divisionen aus Pannonien Richtung Süden nach Makedonien und Zentralgriechenland. Es war die große Expedition.:80–81 Der Begriff ist eine Lehnübersetzung des französischen Begriffes Grande expédition, der im französischen Lehrgebrauch den steigenden Druck der Feldzüge gegen Griechenland ab 279 v. Chr. bezeichnet. 20.000 Krieger gingen, von Cerethius geführt, gegen die Thraker und Triballer vor. Die zweite Division unter der Führung von Brennus und Akichorius zog gegen die Päonier, während sich die dritte unter Bolgios gegen die Makedonen und Illyrer richteten.

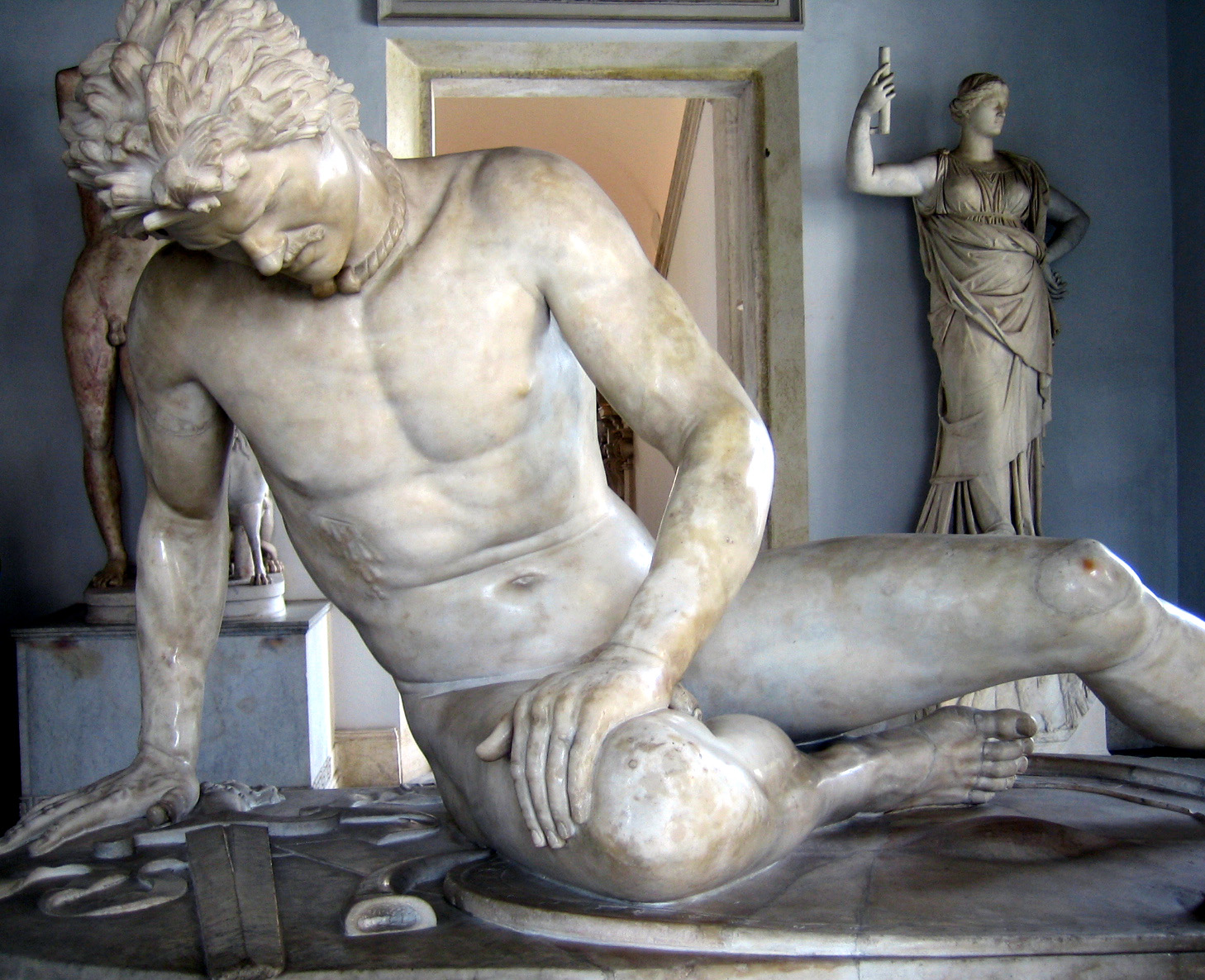
Der sterbende Gallier: Römische Kopie einer griechischen Statue, die an den Sieg über die Galater erinnert

Bolgios fügte den Makedonen schwere Verluste zu, und es gelang ihm, den jungen makedonischen König Ptolemaios Keraunos gefangen zu nehmen und im Jahre 279 v. Chr. zu enthaupten. Dennoch wurde Bolgios’ Kontingent vom makedonischen Strategen Sosthenes zurückgeschlagen. Zufrieden mit der gemachten Beute zogen sich die Kelten zurück. Sosthenes wurde dagegen von Brennus’ Truppen angegriffen und besiegt, die danach ungehindert das Land verwüsteten.
Nachdem diese Expeditionen in die Heimat zurückgekehrt waren, drängte Brennus auf eine dritte Expedition nach Zentralgriechenland. Die überlieferte Zahl von 152.000 Infanteristen und 24.000 Kavalleristen ist allerdings unrealistisch hoch. Die tatsächliche Stärke der Kavallerie dürfte etwa halb so groß gewesen sein. Pausanias beschreibt eine Taktik namens Trimarcisia, wo jeder Reiter von zwei berittenen Dienern unterstützt wurde. Diese sollten ihm ein Ersatzpferd bereithalten und im Falle seines Todes seinen Platz in der Schlacht einnehmen.

### Die Schlacht am Thermopylenpass 279 v. Chr.
Ein griechisches Bündnis von Ätoliern, Böotiern, Athenern, Phokiern und anderen Griechen nördlich Korinths schlug sein Lager am engen Thermopylenpass auf. Während des ersten Angriffs erlitten Brennus’ Truppen schwere Verluste. Daher schickte er eine große Streitmacht unter dem Befehl von Akichorius nach Ätolien. Wie Brennus gehofft hatte, zog sich das ätolische Kontingent aus den Thermopylen zurück, um die Heimat gegen Akichorius zu verteidigen. Die Ätolier boten zum Kampf auch Alte und Frauen auf. Als sie gewahr wurden, dass die Gallier nur im Nahkampf gefährlich waren, verlegten sie sich auf Plänklertaktiken. Pausanias zufolge kehrte nur die Hälfte der keltischen Krieger aus Ätolien zurück.
Letzten Endes gelang es Brennus, die Thermopylen zu umgehen, und die überlebenden Griechen flohen über das Meer.

### Der Angriff auf Delphi

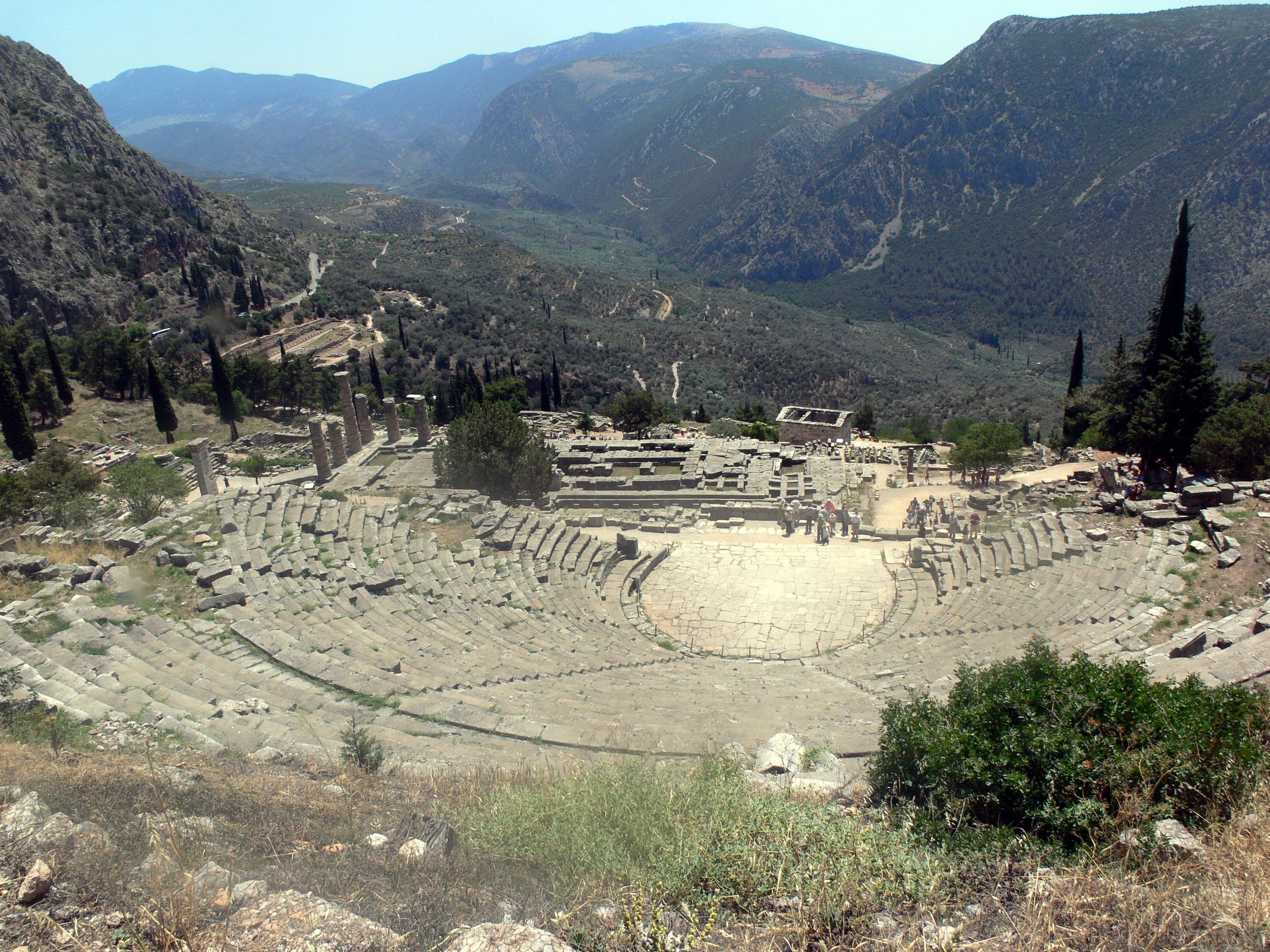
Delphi

Brennus bedrängte nun Delphi. Die Geschichtsschreiber Pausanias und Justinus berichten, dass die Kelten bei Delphi besiegt und in die Flucht geschlagen wurden. Sie waren in einen heftigen Gewittersturm geraten, der ein Manövrieren oder das Hören von Befehlen unmöglich machte. Die folgende Nacht war frostig und am Morgen griffen die Griechen von zwei Seiten an. Brennus wurde verwundet und die Kelten wurden zurückgeschlagen. Sie töteten ihre verletzten Kameraden, die sich nicht mehr zurückziehen konnten. In der Nacht brach Panik im Lager aus, als sich keltische Stämme gegenseitig bekämpften. Akichorius stieß zwar mit dem Rest der Armee zu ihnen, dennoch zwang die griechische Streitmacht sie zu einem vollständigen Rückzug. Brennus nahm sich selbst das Leben. Laut Pausanias trank er dafür puren Wein, nach Justin erstach er sich. Von den Ätoliern getrieben, fiel die keltische Armee bis zum Fluss Spercheios zurück, wo sie von den dort wartenden Thessaliern und Maliern vernichtet wurden.

## Nach den Feldzügen in Griechenland

Ethnogenese und Wanderung der Volcae

Manche Gelehrte vertreten die Position, dass der Griechenlandfeldzug ein Desaster für die Kelten war. Allerdings war eine dauerhafte Besatzung nicht ihr Ziel, sie wollten viel mehr die Reichtümer Griechenlands plündern. Darüber hinaus verloren die keltischen Stämme trotz ihrer Vertreibung aus Griechenland keineswegs Macht in Südosteuropa.
Manche Veteranen des Griechenland-Feldzuges ließen sich in Thrakien nieder und gründeten dort die Stadt Tylis. Die Galater, die sich 281 von Brennus’ Armee getrennt hatten, wurden von Nikomedes I. nach Kleinasien verbracht, um ihn dort als Söldner im Kampf gegen seinen Bruder zu unterstützen und ihm den Thron von Bithynien zu sichern. Die Söldner ließen sich in der Region nieder, die später als Galatien nach ihnen benannt wurde. Antiochos I. besiegte die Galater, sodass sie in die öden Hochlande des zentralen Anatoliens verdrängt wurden.
Die keltischen Stämme blieben die hauptsächlichen politischen Akteure des nördlichen Balkans vom 4. bis zum 1. Jahrhundert v. Chr. Die Boier kontrollierten im zweiten Jahrhundert v. Chr. den Großteil des nördlichen Pannoniens und sollen auch das Gebiet der heutigen Slowakei erobert haben. Es ist von anderen Stämmen in Pannonien bekannt, dass sie zur sog. bojischen Konföderation gehörten. Dazu gehörten die Taurisker im oberen Savetal westlich von Sisak und die Arnati, Osii und Cotini in der Pannonischen Tiefebene. Im unteren Savetal konnten die Skordisker über ein Jahrhundert lang Macht auf ihre Nachbarn ausüben.

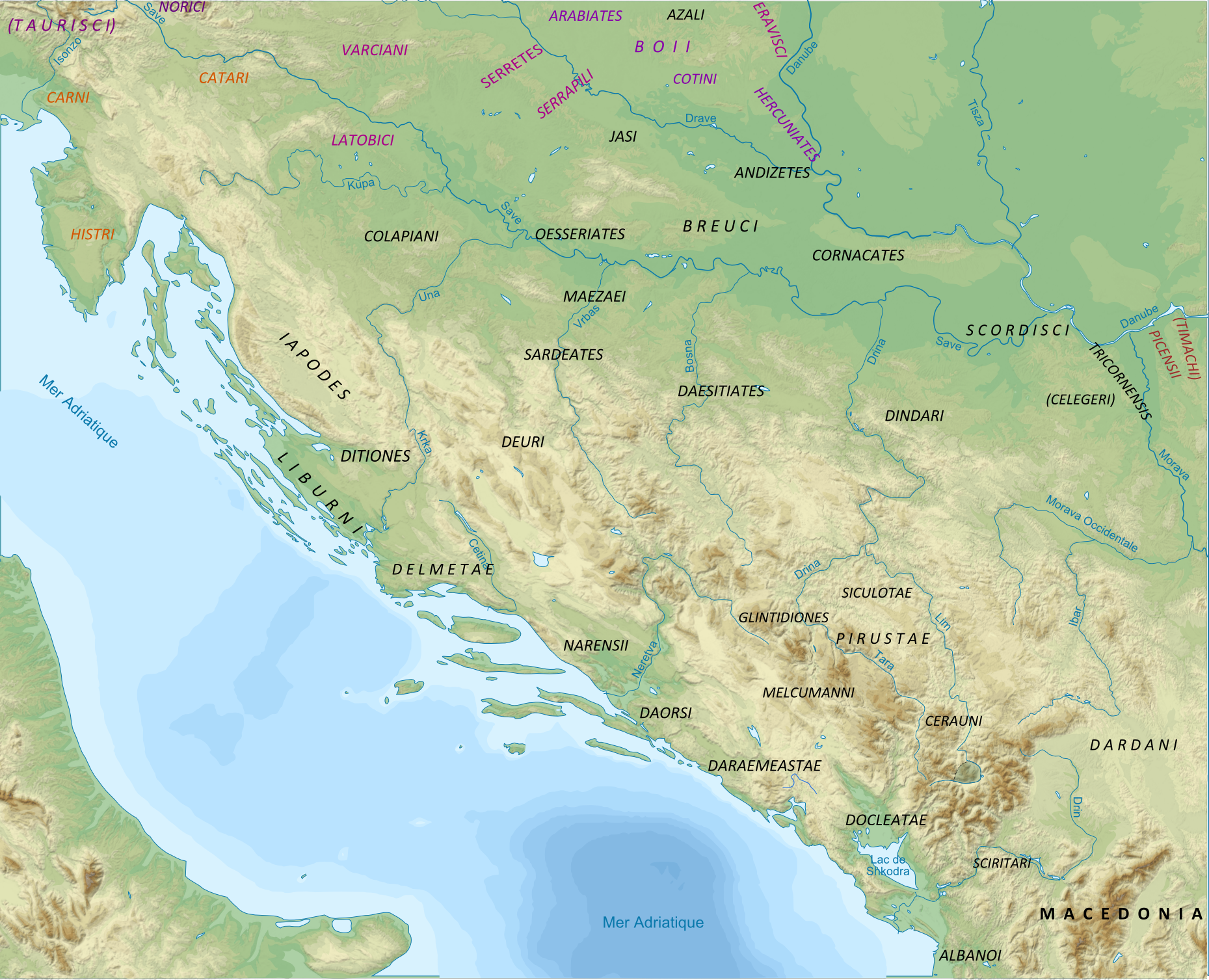
Stämme in Pannonien und Westdakien etwa 50 v. Chr.

In der letzten Hälfte des 1. Jahrhunderts v. Chr. änderten sich die Machtverhältnisse unter den barbarischen Stämmen in Pannonien. Die Niederlage der bojischen Konföderation durch Burebista beschnitt den keltischen Einfluss in der Pannonischen Tiefebene, und der kulturelle Wandel durch die Kelten wurde teilweise rückgängig gemacht. In den Quellen tauchen noch mehr keltische Stämme auf. Die Hercuniater und Latobici migrierten aus dem Gebiet Deutschlands. Man stößt auf neue Stämme mit lateinischen Namen wie die Arabiater, die möglicherweise aus dem Niedergang der Bojischen Konföderation hervorgegangen sind. Um die keltische Hegemonie in Pannonien weiter zu schwächen, förderten die Römer die Ansiedlung der pannonisch-illyrischen Azali in Nordpannonien. Die frühere Vorherrschaft der Kelten wurde von neuen barbarischen Konföderationen wie den Markomannen und Jazygen ersetzt. Ihre ethnische Unabhängigkeit ging allmählich verloren, weil sie in den umgebenden dakischen, illyrischen und germanischen Völkern aufgingen. Die keltischen Namen hielten sich allerdings noch bis ins 3. Jahrhundert n. Chr.